# Anthropologie des techniques
L'anthropologie des techniques est une branche de l'anthropologie qui s'intéresse à l'histoire, à l'usage et aux rôles des objets techniques, y compris leur rôle symbolique. L'étude ethnologique des techniques et des objets ne se limite pas aux techniques et aux objets considérés comme « traditionnels » ou anciens mais également aux faits contemporains  et dans toutes les zones géographiques. 

## La technique et l'objet
L'anthropologie confère le statut « technique » voire « technologique » à des faits, des objets et des comportements dont la dimension technique n'est ni habituellement reconnue comme technique, ni valorisée comme telle. L'anthropologie s'intéresse aux techniques de la vie quotidienne, aux techniques ordinaires telles que celles de l'alimentation, du vêtement, aux techniques du corps, aux techniques relationnelles, etc. Il serait possible de désigner ces faits comme des faits à dimension ou à caractère technique. Toute action humaine exige la mise en œuvre de techniques mais elles ne sont pas généralement reconnues comme telles dans la mesure où cette dimension peut être masquée par des significations sociales plus visibles. L'une des raisons les plus fréquentes est la naturalisation des activités : elles sont considérées comme la conséquence de rapports « naturels » de genres, de comportement « spontanés » voire « innés » alors qu'il s’agit toujours d'assimilations, de conditionnements ou d'apprentissages précoces.
Les techniques ne se limitent pas aux objets et aux outils. La technique se fonde avant tout sur le savoir-faire, c’est-à-dire une efficacité qui possède de fortes composantes cognitives dans la maîtrise de processus. L'objectif d'une anthropologie des techniques est de ne pas se limiter à une observation extérieure de la technique mais d'approcher de la pensée, de la conception, voire de la perception sensible de la technique. L'anthropologie s’intéresse à « ce que les hommes ont dans la tête » et à ce qu'ils pensent et ressentent lorsqu'ils agissent techniquement, toutes choses qui témoignent de leur culture et de leur appartenance à une société. L'anthropologie s'intéresse à la dimension « humaine » (André-Georges Haudricourt, 1964) et sociale de la technique, comme activité définie et finalisée par des effets reconnus et appréciés au sein de la société. Dans le domaine de la production, la technologie est l'expression matérielle des rapports sociaux. Les choix de technologie sont étroitement liés aux formes d’organisation du travail. Ils peuvent être l'enjeu de conflits dans les espaces de production. Dans le domaine industriel public ou privé, les options technologiques sont la conséquence des politiques de production.

## La culture matérielle
La notion de culture matérielle a longtemps défini le champ de l’anthropologie des techniques et des objets. Les études de culture matérielle, autrement dénommée « ethnographie », ont initié la recherche anthropologique dès le début du XIXe siècle sur les cultures « populaires » et « exotiques ». La culture matérielle était distinguée de la culture « spirituelle » ou folklore. Fondée sur cette ancienne distinction contestable, comme André Leroi-Gourhan l'avait bien montré, la notion était tombée en désuétude jusqu'aux années 1980, où elle revêtit de nouvelles significations. 
Pour le chercheur contemporain, la notion de culture matérielle comporte plusieurs niveaux de définition. Elle désigne à la fois le système des activités de production et de consommation, le système des objets et des équipements, les rapports entre humains, objets (« non-humains » selon Bruno Latour et Jean-Pierre Warnier), matières et énergies, l'ensemble des moyens matériels mis en œuvre par les humains pour s’adapter à leur monde. Au sein de chaque société, il y a des éléments communs de culture matérielle, des cultures matérielles propres aux diverses catégories sociales et des cultures matérielles spécialisées. La culture matérielle joue un rôle fondamental dans l'organisation des groupes, la distinction entre genres et la définition des catégories sociales par rapport à des activités. La culture matérielle pose ainsi des questions spécifiques qui justifient l’approche anthropologique en tant qu'interrogation totalisante de la société sous l’angle de ses ressources et de ses domaines d’action technique.
Partant des usages sociaux des objets, en particulier les choix, négociations, controverses (au sens de Bruno Latour) et leurs « biographies » ou « carrières », l'anthropologie porte un nouveau regard sur le monde des objets en démontrant l'existence de représentations dans la mise au point des formules techniques et la réalisation des objets. Pierre Lemonnier définit la culture matérielle comme un champ de « production sociale » au sens où « de même qu'ils mettent du sens dans leurs relations avec leurs semblables et dans le monde visible et invisible qui les entoure, de même les hommes en société, ont mis du sens dans leurs productions matérielles » (1991). L'objet devient alors un témoin privilégié des échanges, des emprunts, des innovations tant du côté des artefacts eux-mêmes que des pratiques sociales auxquels ils sont associés. Dans l’ethnographie française, ce courant de recherche est illustré par les travaux de Jean-Claude Kaufmann (1992, 1997), Jean-Perre Warnier (1999), Bruno Latour (1979, 1992) et Julien Gargani (2011, 2016) et dans l'anthropologie et la sociologie anglo-saxonne par les travaux de Douglas et Isherwood (1979), Daniel Miller (en particulier « Material Culture and Mass Consumption », 1987) et Arjun Appadurai (1985, « The social life of things : Commodities in Cultural Perspective »). S'intéressant plutôt aux phénomènes de consommation et d’usage, le Journal of material culture illustre ce courant multidisciplinaire d’études de la consommation, des usages, des échanges et des identités d'objets dans les sociétés modernes et traditionnelles.

## Histoire de l'anthropologie des techniques
L'intérêt anthropologique pour l'étude des faits techniques et des objets a commencé dès le XIXe siècle par les recherches sur les cultures populaires et le folklore. C'est de cette époque que date la notion de culture matérielle aujourd'hui utilisée couramment pour désigner le champ de l'ethnologie des techniques. 
L'anthropologie de la fin du XIXe et du début du XXe siècle était foncièrement évolutionniste.  Elle se servait des critères techniques pour classer hiérarchiquement et historiquement les sociétés humaines. La découverte et la théorisation des périodes de la Préhistoire par les artefacts découverts dans les fouilles a donné un élan décisif à cette orientation historique et biologique de l'anthropologie. Ainsi procédait Lewis Henry Morgan dans son ouvrage Ancient society publié en 1877.  Il utilise les techniques comme critères pour classer les sociétés en stades de sauvagerie, barbarie et civilisation.  
La critique de l'évolutionnisme ne diminua pas l'intérêt des techniques comme critère de comparaison et de classement des sociétés. Ce sont les théories de la diffusion (souvent rassemblées artificiellement sous le terme de diffusionnisme) qui prirent le relais.  Les objets et les techniques furent considérés comme des témoins privilégiés de définition des aires culturelles et de leur dynamique spatio-temporelle appréhendée à travers les processus de diffusion. Le diffusionnisme posait l'idée (pessimiste) selon laquelle l'humanité invente peu, sinon dans quelques foyers de haute civilisation et que l'histoire de l'humanité se ramène à des avances et des retards dans la diffusion des savoirs (M. Herkovits, 1967, Les bases de l'anthropologie culturelle).
L'apport décisif à la délimitation d'un champ épistémologique de l'anthropologie des techniques vient de Marcel Mauss. Cet esprit encyclopédique sut poser les premières définitions opératoires dans son célèbre article de 1936 sur «Les techniques du corps» (repris dans Sociologie et anthropologie, 1968: 365 sq.) et dans les 100 premières pages de textes de cours regroupés sous le titre Manuel d'ethnographie. « Le corps est le premier et le plus naturel instrument de l'homme. Ou plus exactement, sans parler d'instrument, le premier et le plus naturel objet technique, et en même temps moyen technique, de l'homme c'est son corps », écrit Mauss. 
Le texte suivant de Mauss est l'un des actes fondateurs du champ disciplinaire : « J'appelle technique un acte traditionnel efficace (et vous voyez qu'en ceci, il n'est pas différent de l'acte magique, religieux, symbolique). Il faut qu'il soit traditionnel et efficace (souligné par Mauss). Il n'y a pas de technique et pas de transmission, s'il n'y a pas de tradition.  C'est en quoi l'homme se distingue avant tout des animaux : par la transmission de ses techniques et très probablement par la transmission orale » (1936, « Les techniques du corps », in Sociologie et anthropologie, 1968 : 371-372).

## André Leroi-Gourhan
André Leroi-Gourhan a consacré une grande partie de son œuvre à l'ethnologie des techniques, dégageant à la fois des principes théoriques (les concepts de tendances et de faits techniques, de milieu technique, de milieu favorable à l'invention et à l'emprunt), des cadres méthodologiques (les méthodes d'analyse des degrés du fait et de la chaîne opératoire) et une classification générale de l'action technique. Ces apports fondamentaux à l'épistémologie de ce champ disciplinaire sont réunis dans les ouvrages de Leroi-Gourhan: L'homme et la matière (1943/1971), Milieu et techniques (1945/1973), Le Geste et la parole, vol. 1, Technique et langage (1965), Le Geste et la parole, vol. 2, La mémoire et les rythmes (1965). 
Leroi-Gourhan fut un grand pédagogue tant en ethnologie qu'en archéologie. Son œuvre fut donc poursuivie par de nombreux chercheurs tels Robert Cresswell, Hélène Balfet, Christian Pelras, Pierre Lemonnier, Christian Bromberger, Jean-Pierre Digard, Giulio Angioni, Aliette Geistdoerfer, Bruno Martinelli, etc. Cette influence constitue une école française d'ethnologie des techniques plus reconnue comme telle dans les pays anglo-saxons que dans l'Hexagone. Plusieurs équipes de recherche s'inscrivent dans la tradition de pensée de Leroi-Gourhan : le groupement de recherche « Matières et manières » successivement dirigé par Hélène Balfet, Christian Pelras et Bruno Martinelli et l'équipe de « Technologie culturelle » longtemps dirigée par Robert Cresswell puis Aliette Geistdoerfer, connue aussi par sa revue Techniques et culture, fondamentale pour la définition du champ disciplinaire.

## Sources
- Giulio Angioni, Fare, dire, sentire: l'identico e il diverso nelle culture, Nuoro, Il Maestrale, 2011.
- Arjun Appadurai (éd.), The Social Life of Things : Commodities in Cultural Perspective, Cambridge, Cambridge University Press, 1985.
- Hélène Balfet (et al.), Pour la normalisation de la description des poteries, Paris, CNRS, 1983.
- Hélène Balfet (et al.), Observer l'action technique. Des chaînes opératoires', Paris, CNRS, « Pour quoi faire ? », 1991.
- Hélène Balfet, « Technologie », in Robert Cresswell (éd.), Éléments d'ethnologie, vol. 2, Paris, Armand Colin, 1975.
- Christian Bromberger, Technologie et analyse sémantique des objets: pour une sémio-technologie, in revue L'Homme, janv.-mars XIX(1), 1979.
- Marie-Noëlle Chamoux, La transmission des savoir-faire: un objet pour l'ethnologie des techniques, in revue Techniques et culture, no 3, 1978.
- Denis Chevallier (éd.), 1990, Savoir faire et pouvoir transmettre, Paris, Éditions MSH, 1990.
- Alberto Mario Cirese, Oggetti, segni, musei, Torino, Einaudi, 1977.
- Collectif, Leroi-Gourhan ou Les voies de l'homme, Actes du colloque CNRS (mars 1987), Paris, Albin Michel, 1988.
- Robert Creswell, Évolution humaine: techniques et culture, in Robert Cresswell (éd.), Éléments d'ethnologie, vol. 2, Paris, Armand Colin, 1975.
- Robert Creswell, Transfert de techniques et chaînes opératoires, in revue Techniques et culture, no 2, 1983.
- Jean-Pierre Digard, La technologie en anthropologie. Fin de parcours ou nouveau souffle, in revue L'Homme, janv.-mars XIX(1),
- Julien Gargani, Voyage aux marges du savoir : ethno-sociologie de la connaissance, Paris, L'Harmattan, 2011.
- André-Georges Haudricourt, Domestication des animaux, culture des plantes et traitement d'autrui, in revue L'Homme, 11/1, 1962.
- André-Georges Haudricourt, La technologie: science humaine, in revue La Pensée, no 115, 1964.
- André-Georges Haudricourt, Nature et culture dans la civilisation de l'igname, in revue L'Homme, 4/1, 1964.
- André-Georges Haudricourt, La technologie culturelle, in Ethnologie générale, Encyclopédie La Pléiade, Paris, Gallimard, 1968.
- Jean-Claude Kaufmann, La trame conjugale. Analyse du couple par son linge, Paris, Nathan, 1992.
- Jean-Claude Kaufmann, Le cœur à l'ouvrage, Paris, Nathan, 1997.
- Bruno Latour, La vie de laboratoire. La production des faits scientifiques, Paris, La Découverte, 1988.
- Bruno Latour, Aramis ou l'amour des techniques, Paris, La Découverte, 1992.
- Pierre Lemonnier, Les salines de l'Ouest. Logique technique, logique sociale, Paris, Éditions de la MSH, 1980.
- Pierre Lemonnier, De la culture matérielle à la culture ? Ethnologie des techniques et préhistoire, in 25 ans d’Etudes technologiques en préhistoire, XIe Rencontres Internationales d'Archéologie et d'Histoire d’Antibes, Éditions APDCA, Juan-les-Pins, 1991.
- Pierre Lemonnier et Bruno Latour (éd.), De la préhistoire aux missiles balistiques, Paris, Éditions de la Découverte, 1994.
- André Leroi-Gourhan, L'homme et la matière - Evolution et techniques, vol. 1, Paris, Albin Michel, 1943 ; 1971.
- André Leroi-Gourhan, Milieu et technique - Evolution et techniques, vol. 2, Paris, Albin Michel, 1945 ; 1973.
- André Leroi-Gourhan, Le geste et la parole, 2 vol., Paris, Albin Michel, 1964.
- André Leroi-Gourhan, Les chasseurs de la préhistoire, Pairs, Métaillé, 1983.
- André Leroi-Gourhan, Le fil du temps. Ethnologie et préhistoire, Paris, Fayard, 1983.
- Bruno Martinelli, Après Leroi-Gourhan: les chemins de la technologie, in Les voies de l'homme, Hommage à André Leroi-Gourhan, actes du colloque CNRS, Paris, Albin Michel, 1998.
- Bruno Martinelli, Sens de la tendance technique, in Revue Techniques et culture, no 21, 1994.
- Bruno Martinelli, L'interrogation du style. Anthropologie, technique et esthétique, Aix, Presses de l’Université de Provence, 2005.
- Marcel Mauss, « Les techniques et la technologie », in Journal de psychologie, 1948.
- Marcel Mauss, Sociologie et anthropologie, Paris, PUF, 1968.
- Marcel Mauss, « Les techniques du corps », in Journal de psychologie, réed. in Sociologie et anthropologie, 1935.
- Daniel Miller, Material Culture and Mass Consumption, New York, Basil Blackwell, 1987.
- Charles Parain, Outils, ethnies et développement historique, Paris, Éditions sociales, 1979.
- Christian Pelras, Technologie, ethnographie, ethnologie, in L'homme, hier et aujourd'hui, Hommage à André Leroi-Gourhan, Paris, Éditions Cujas, 1973.
- Pier Giorgio Solinas (éd.), Gli oggetti esemplari: i documenti di cultura materiale in antropologia, Montepulciano, Ed. del Grifo, 1989.
- Jean-Pierre Warnier, Construire la culture matérielle – L’homme qui pensait avec ses doigts, Paris, PUF, 1999.